# .ve
.ve is het achtervoegsel van domeinen van Venezuela.